# 小野寺恵介
小野寺 恵介（おのでら けいすけ、1989年8月27日 - ）は、バスケットボール選手である。ポジションはガード。

## 来歴
新島学園高校を卒業後、同志社大学に進学。同大学では沼田宏文に師事。
その後、アメリカのマイナーリーグABAでプレー。チームの南カリフォルニア王者に貢献。
その後帰国し、大分ヒートデビルズに入団。2013-14シーズンは埼玉ブロンコスに所属。
2014年8月、バンビシャス奈良に通訳兼練習生として入団
2015年4月埼玉大学大学院を卒業後、母校の新島学園中学校高等学校にて英語教師として勤務
2021年4月よりびわこ学院大学の講師として勤務、同大学バスケットボール部にて指導を行う。3x3水上タウンのスキルコーチも兼任している。

## 経歴
- 新島学園高校 - 同志社大学 - San Diago SOL アメリカ合衆国 - 大分ヒートデビルズ（bjリーグ） - 埼玉ブロンコス（bjリーグ）